# بطولة العالم للكرة الطائرة ناشئين 2003
أقيمت بطولة العالم تحت 19 عام لكرة الطائرة للناشئين تحت 19 سنة في سفانبوري ، تايلاند في الفترة من 5 إلى 13 يوليو 2003. حيث فازت البرازيل بالمركز الأول والهند بالمركز الثاني .

## الترتيب النهائي
| المركز | الفريق         |
| ------ | -------------- |
| الأول  | البرازيل       |
| الثاني | الهند          |
| الثالث | إيران          |
| 4      | جمهورية التشيك |
| 5      | روسيا          |
| 6      | تايلاند        |
| 7      | بورتوريكو      |
| 8      | أستراليا       |
| 9      | الصين          |
| 9      | مصر            |
| 9      | إيطاليا        |
| 9      | هولندا         |
| 13     | المغرب         |
| 13     | بولندا         |
| 13     | سلوفاكيا       |
| 13     | فنزويلا        |

| بطل العالم للكرة الطائرة ناشئين 2003 |
| ------------------------------------ |
| · البرازيل · للمرة السادسة           |